# Episodi di The Crown (quarta stagione)
La quarta stagione della serie televisiva The Crown, composta da dieci episodi, è stata interamente pubblicata sul servizio di streaming on demand Netflix il 15 novembre 2020.
| nº | Titolo originale         | Titolo italiano         | Pubblicazione    |
| -- | ------------------------ | ----------------------- | ---------------- |
| 1  | Gold Stick               | Gold Stick              | 15 novembre 2020 |
| 2  | The Balmoral Test        | La prova di Balmoral    | 15 novembre 2020 |
| 3  | Fairytale                | Come in una favola      | 15 novembre 2020 |
| 4  | Favourites               | Preferenze              | 15 novembre 2020 |
| 5  | Fagan                    | Fagan                   | 15 novembre 2020 |
| 6  | Terra Nullius            | Terra nullius           | 15 novembre 2020 |
| 7  | The Hereditary Principle | Il principio ereditario | 15 novembre 2020 |
| 8  | 48:1                     | 48 a 1                  | 15 novembre 2020 |
| 9  | Avalanche                | La valanga              | 15 novembre 2020 |
| 10 | War                      | Guerra                  | 15 novembre 2020 |

## Gold Stick
- Titolo originale: Gold Stick
- Diretto da: Benjamin Caron
- Scritto da: Peter Morgan

### Trama
Il principe Carlo incontra per la prima volta una giovane Diana Spencer mentre aspetta di andare a cavallo con la sorella maggiore Sarah; continua però a incontrare Camilla che nel frattempo si è sposata. Il Partito Conservatore vince le elezioni del 1979, facendo di Margaret Thatcher la prima donna Primo Ministro nella storia della Gran Bretagna. Lord Mountbatten rimane ucciso nell'àmbito di un attentato ordito nei suoi confronti da parte dell'IRA, responsabile di aver piazzato una bomba sul suo peschereccio e anche di aver provocato la morte di diciotto soldati appartenenti alle truppe britanniche stanziati nella cittadina di Warrenpoint. Tornando a casa da una vacanza di pesca in Islanda, Carlo riceve la lettera di Mountbatten che critica la sua relazione con Camilla e lo esorta a trovare una donna adatta a diventare sua moglie. La Thatcher, nell'offrire le proprie condoglianze a Elisabetta, promette che avrebbe vendicato la morte di Mountbatten con la sconfitta dell'IRA. La Principessa Anna riprende la sua carriera di salto a ostacoli, dopo un anno di pausa; all'evento Carlo si imbatte nuovamente in Diana e successivamente le chiede di uscire.

## La prova di Balmoral
- Titolo originale: The Balmoral Test
- Diretto da: Paul Whittington
- Scritto da: Peter Morgan

### Trama
Il primo ministro Thatcher propone significativi tagli alla spesa nell'ambito della presentazione del suo primo bilancio, contro l'opposizione di alcuni colleghi; a tal proposito, la Thatcher decide di rimescolare il suo gabinetto e licenziare gli oppositori. I Thatcher vengono invitati a trascorrere un fine settimana con la famiglia reale a Balmoral, esperienza che si rivela imbarazzante a causa del disinteresse del primo ministro rispetto alle attività svolte dai reali. Anche Diana, in un secondo momento, viene invitata a trascorrere un fine settimana a Balmoral e fa una buona impressione su tutti i membri della famiglia, tale da spingere Carlo a pensare di sposarla, nonostante le sue riserve: inoltre Carlo continua a confidarsi con Camilla che da parte sua lo incoraggia a sposare Diana.

## Come in una favola
- Titolo originale: Fairytale
- Diretto da: Benjamin Caron
- Scritto da: Peter Morgan

### Trama
Carlo chiede a Diana di sposarlo e lei accetta. Diana si trasferisce dal suo appartamento a Londra a Buckingham Palace, in mezzo alla frenesia dei media. È chiamata a studiare il protocollo reale grazie all'aiuto della nonna, Lady Fermoy, soffrendo nel frattempo di ripetuti episodi di bulimia. Mentre Carlo si trova all'estero, Diana viene invitata a pranzo da Camilla e si rende conto di non conoscere Carlo quasi per niente, mentre Camilla è informata circa ogni dettaglio della loro relazione. Angosciata, inizia a vagheggiare l'idea di annullare il matrimonio. Carlo, rientrato dal suo viaggio con un giorno d'anticipo, incontra Camilla prima di tornare a casa e, nel momento in cui Diana lo affronta, il principe le confessa di essere andato a trovare la sua ex fidanzata per troncare definitivamente la loro relazione. Margaret intuisce quanto accaduto dagli sguardi dei futuri sposi, dunque avverte la famiglia che il matrimonio sarebbe  l'ennesimo errore, alludendo anche alle scelte compiute sul suo conto, ma Filippo interviene affermando che Carlo crescendo imparerà ad amare Diana. La regina stessa si confronta con Carlo, incoraggiandolo a concentrarsi sul proprio dovere prima del raggiungimento della felicità. Infine, Carlo e Diana convolano a nozze.

## Preferenze
- Titolo originale: Favourites
- Diretto da: Paul Whittington
- Scritto da: Peter Morgan

### Trama
La regina incontra il Primo Ministro Thatcher e critica le sue iniziative economiche. La Thatcher è molto preoccupata per suo figlio Mark, scomparso mentre gareggiava nel rally Parigi-Dakar del 1982. Filippo ed Elisabetta parlano dei loro figli preferiti; Filippo dice di preferire Anna, mentre Elisabetta sostiene di non sapere chi sia il suo preferito. Al fine di scoprirlo, la Regina organizza dei pranzi privati per incontrare separatamente ciascuno dei suoi figli, che esprimono tutti insoddisfazione per le loro vite: il matrimonio tra Carlo e Diana naviga in cattive acque, col primo ancora in regolare contatto con Camilla mentre la seconda è incinta del loro primo figlio; lo stesso per il matrimonio di Anna, mentre Andrea vive una vita di eccessi ed Edoardo subisce bullismo dai suoi compagni di scuola. Intanto l'Argentina invade le Isole Falkland e la Thatcher chiede un'azione militare per recuperarle, mentre Mark viene ritrovato in Algeria. In seguito la figlia Carol affronta la madre a viso aperto accusandola di preferire Mark per il fatto che è un uomo. Elisabetta condivide con Filippo la sua preoccupazione per la vita dei loro figli e del suo ruolo di madre, ammettendo anche la sua preferenza per il terzogenito Andrea.

## Fagan
- Titolo originale: Fagan
- Diretto da: Paul Whittington
- Scritto da: Jonathan D. Wilson e Peter Morgan

### Trama
Thatcher conferma alla regina della riconquista delle Falkland.  Nel frattempo, la disoccupazione aumenta e Michael Fagan va dal suo parlamentare per lamentarsi dell'economia e dei soldi spesi per la guerra.  Il parlamentare suggerisce sarcasticamente che dovrebbe sollevare le sue preoccupazioni con la regina. Una sera, Fagan scavalca la ringhiera del palazzo.  All'interno viene individuato ma riesce a scappare.  Dopo che gli è stato negato il contatto con i suoi figli dai servizi sociali, torna e irrompe nuovamente nel palazzo, trovando la regina nella sua camera da letto. Fagan parla con la regina e le chiede di salvare il paese dal Primo Ministro.  Dopo che la Thatcher e la regina hanno discusso le loro diverse prospettive sociali, il primo ministro parte per partecipare alla parata della vittoria delle Falkland.

## Terra nullius
- Titolo originale: Terra Nullius
- Diretto da: Julian Jarrold
- Scritto da: Peter Morgan

### Trama
Il repubblicano Bob Hawke diventa primo ministro dell’Australia, alzando la posta in gioco riguardo l'imminente visita reale di Carlo e Diana, il cui scopo è accattivarsi le simpatie degli australiani in modo che il Paese rimanga nel Commonwealth. Diana insiste per portare il figlio William in tour, dove lei e Carlo discutono duramente delle difficoltà del loro matrimonio; emerge come Diana sia preoccupata e gelosa per i sentimenti mai sopiti di lui per Camilla, mentre Carlo non riesce a trovare la felicità con lei e la invidia per la sua grande popolarità. Tuttavia, dopo un confronto, le cose tra i coniugi sembrano migliorare, almeno temporaneamente. Dopo un inizio traballante, la visita si trasforma in un successo con enormi folle che si rivolgono a vedere la giovane principessa. In un colloquio privato col Principe di Galles, Hawke dice a Carlo che Diana ha salvato la monarchia in Australia, consapevolezza che fa vacillare il sentimento di Carlo verso la moglie. I due litigano di nuovo e in Nuova Zelanda la bulimia di lei peggiora. Una volta tornati nel Regno Unito in case separate, Diana chiede udienza alla Regina, alla quale racconta tutti i disagi e l'infelicità del suo matrimonio, lanciandole un grido d'aiuto disperato. Tuttavia Elisabetta rimane attonita e non riesce a fare nulla per aiutarla.

## Il principio ereditario
- Titolo originale: The Hereditary Principle
- Diretto da: Jessica Hobbs
- Scritto da: Peter Morgan

### Trama
Con il raggiungimento della maggiore età di Edoardo, Margaret vede ridimensionarsi il suo ruolo pubblico e cade in depressione. Si reca all'estero per riprendersi dalla rimozione di una parte del polmone sinistro e inizia a vedere un terapista su consiglio di Carlo. Dopo che il terapeuta ha inavvertitamente menzionato le sue prime cugine materne decedute Nerissa e Katherine Bowes-Lyon, Margaret scopre che sono ancora vive e, insieme ad altri tre cugini, in un istituto psichiatrico. Affronta la Regina Madre, che sostiene che la famiglia non aveva scelta poiché la conoscenza dell'esistenza dei cugini avrebbe messo in discussione la purezza della linea di sangue. Margaret confida le sue insicurezze e la paura di diventare pazza alla sua terapeuta, che la rassicura che non lo diventerà. Margaret riassume il suo ruolo ma rimugina in privato.

## 48 a 1
- Titolo originale: 48:1
- Diretto da: Julian Jarrold
- Scritto da: Peter Morgan

### Trama
Thatcher e la regina si scontrano per l'imposizione di sanzioni all'apartheid in Sud Africa. La regina crede che le sanzioni siano necessarie per combattere la segregazione razziale e riunire le nazioni del Commonwealth, ma Thatcher ritiene che ciò danneggerebbe il commercio britannico. Dopo una serie di modifiche, inclusa la modifica della parola sanzioni in segnali, Thatcher firma l'accordo per imporre pressioni sul Sudafrica. Nel Regno Unito, la stampa sostiene che la regina è "sgomenta" per le azioni del primo ministro. Interrogata al riguardo direttamente dalla Thatcher, la regina insiste sulla sua posizione apolitica eppure dice al suo addetto stampa di tacere sulle voci di una faida tra le due donne. La famiglia della regina ritiene opportuno che l'addetto stampa Michael Shea si dichiari responsabile delle voci, per distogliere l'attenzione dalla regina. Nel frattempo, Andrea sposa Sarah Ferguson.

## La valanga
- Titolo originale: Avalanche
- Diretto da: Jessica Hobbs
- Scritto da: Peter Morgan

### Trama
In un gala organizzato dalla Royal Opera House in onore del compleanno di Carlo, Diana sorprende il pubblico salendo sul palco ed eseguendo un duetto con "Uptown Girl", spingendo Carlo a risentirsi della sua popolarità. Entrambi partono per una gita sugli sci in Svizzera, ma tornano dopo essere sopravvissuti a una valanga che uccide il loro amico Hugh Lindsay. Quando Elisabetta scopre che sia Carlo che Diana sono stati infedeli, lei e Filippo cercano di far riconciliare la coppia. Durante una riunione, Diana promette di rimanere fedele mentre Carlo non ha la possibilità di parlare. Anna in seguito dice a Carlo che non dovrebbe essere deluso dalla sua relazione, e Camilla gli dice che dovrebbero essere realistici sulla loro relazione. Mentre Diana continua a essere ignorata da Carlo, riprende la sua relazione con James Hewitt.

## Guerra
- Titolo originale: War
- Diretto da: Jessica Hobbs
- Scritto da: Peter Morgan

### Trama
1990. La leadership della Thatcher viene messa in discussione dopo che Geoffrey Howe, suo antico alleato e storico vice, ha rassegnato le dimissioni in Parlamento. La Thatcher, in un ultimo disperato tentativo di non perdere la guida del governo, chiede a Elisabetta di sciogliere il Parlamento, ma comprende che sia i conservatori che il Paese sono contro di lei. Rimasta sola, decide di rassegnare le dimissioni e, nonostante le differenze di pensiero che per undici anni hanno diviso il Primo Ministro e la Regina, quest'ultima, comprendendo quanto Thatcher abbia amato e fatto per il Regno Unito, le conferisce la rarissima onorificenza dell'Ordine al Merito. 
Nonostante i dubbi sulla sua capacità di fare un viaggio da sola, Diana si reca a New York City su un Concorde e affascina il grande pubblico. Quando la famiglia si riunisce a Sandringham per Natale, Elisabetta si rifiuta di ascoltare le lamentele di Carlo, dicendogli che deve essere più grato per la loro vita privilegiata. Filippo dice a Diana che non è l'unica persona che soffre e che dovrebbe concentrarsi sul suo ruolo istituzionale e sui suoi doveri verso la Regina.